# Misión Basílica de San Juan Capistrano
La Misión Basilica de San Juan Capistrano (en inglés: Mission Basilica San Juan Capistrano) es una parroquia católica en la Diócesis de Orange en California en la costa oeste de Estados Unidos. La iglesia parroquial se encuentra justo al noroeste de la Misión San Juan Capistrano (con la que no debe ser confundida) en la ciudad de San Juan Capistrano (California). Terminada en 1986, fue designado una basílica menor en 2000 y un santuario nacional en 2003.
La parroquia patrocina una serie de ministerios, en particular la Despensa de Serra, una agencia de alimentos registrada que distribuye alimentos y suministros de higiene a varios cientos de familias locales, y la Escuela de la Basílica de la Misión, una escuela parroquial para niños de preescolar a octavo.

## Véase también

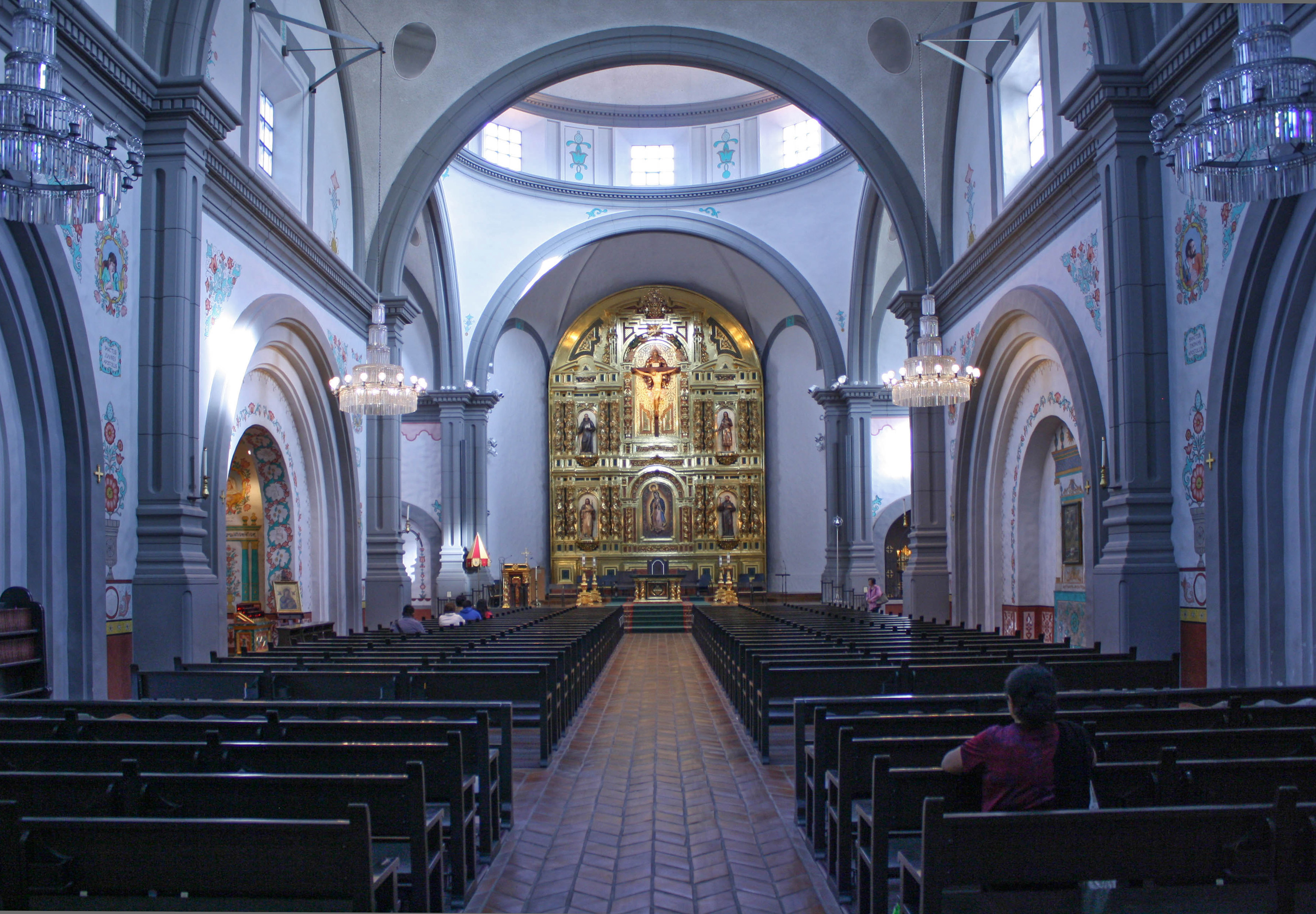
Vista interna